# Donika Gërvalla-Schwarz

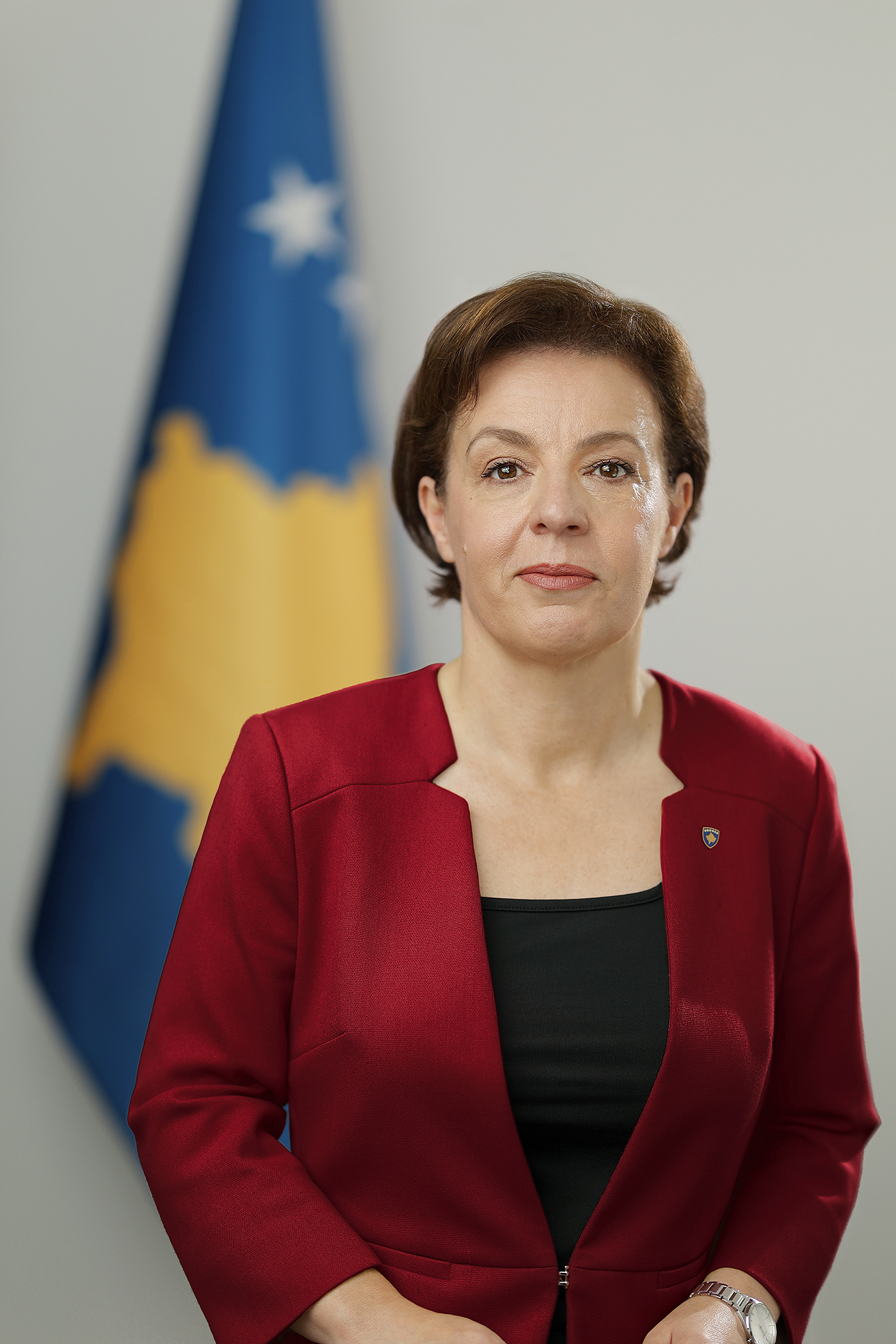
Donika Gërvalla-Schwarz (November 2022)

Donika Gërvalla-Schwarz (* 16. Oktober 1971 in Skopje, Sozialistische Föderative Republik Jugoslawien) ist eine kosovarische Politikerin. 
Seit dem 22. März 2021 ist sie zweite stellvertretende Ministerpräsidentin sowie Außenministerin der Republik Kosovo.

## Werdegang
Gërvalla wuchs in Pristina auf. Im Dezember 1979 floh ihr regimekritischer Vater Jusuf Gërvalla angesichts schwerer Verfolgung durch die jugoslawische Polizei in die Bundesrepublik Deutschland. Im Januar 1980 folgte der Rest der Familie: Die achtjährige Gërvalla und ihre beiden Geschwister zusammen mit ihrer Mutter. Nachdem am 17. Januar 1982 Gërvallas Vater in Untergruppenbach bei einem Attentat ermordet worden war, floh die Familie nach Tirana, Albanien.
Gërvalla nahm an den Studentenprotesten in Albanien vom Dezember 1990 sowie am Hungerstreik der Studenten vom Februar 1991 teil, um gegen die kommunistische Diktatur in Albanien zu demonstrieren. Im September 1991 war sie Teil des Unabhängigkeitsreferendums des Kosovos in Tirana. Schließlich wanderte sie im Juni 1992 nach Deutschland aus, um dort ihr Studium fortzusetzen. Sie studierte Musik (Querflöte) in Tirana sowie in Hamburg und absolvierte außerdem ein Jurastudium in Hamburg.
Sie war Ehrenmitglied der LDK seit 1991. Zwischen 1993 und 1997 war sie stellvertretende Vorsitzende der LDK sowie zwischen 1997 und 1999 Vorsitzende der LDK in Deutschland. Als Vertreterin der LDK war Gërvalla häufig im deutschen Fernsehen, bei der Bundesregierung sowie dem Bundestag als Stimme der Kosovaren aktiv.
2015 wurde Gërvalla erneut zur Vorsitzenden der LDK in Deutschland gewählt. Sie führte gemeinsam mit Vjosa Osmani mehrere Versuche durch, die Partei zu reformieren. 2018 trat sie von allen Parteiämtern zurück. Bei den Parlamentswahlen vom 14. Februar 2021 trat sie gemeinsam mit Vjosa Osmani und anderen ehemaligen Parteikollegen in der Initiative Guxo („Trau Dich)“ in einer Liste mit der Lëvizja Vetëvendosje an und wurde zur Abgeordneten im Parlament der Republik Kosovo gewählt. Seit dem 22. März 2021 ist sie kosovarische Außenministerin. Sie beabsichtigt, Serbien wegen Genozids vor dem IGH zu verklagen, und erkennt die Rechtsprechung des Kosovo-Sondergerichts für Nachkriegsverbrechen von UÇK-Kommandanten an.

## Persönliches
Donika Gërvalla-Schwarz ist mit Stefan Schwarz, ehemaliger Abgeordneter im Deutschen Bundestag (CDU), verheiratet. Das Paar hat fünf Kinder. Die Familie lebt in Bonn, Donika Gërvalla ist vor den Wahlen 2021 in den Kosovo gezogen.